# Conferentie van Deinze
De Conferentie van Deinze (1676-78) vormde een prille stap in het uitwerken van een humanitair oorlogsrecht.

## Context
De burgerbevolking had zwaar te lijden onder de Dertigjarige Oorlog tussen Frankrijk en Spanje. Behalve onder het oorlogsgeweld zelf zuchtte met name het platteland onder frequente brandschatting: het afbreken van huizen en kappen van bomen, het heffen van oorlogscontributies in vijandelijk gebied, het platbranden van dorpen en hun inwoners bij niet-betaling. Financieel was de escalatie van de terreur grotendeels contraproductief, maar de Franse oorlogsminister Louvois en zijn intendant Le Pelletier de Souzy hoopten dat het Spaanse gezag zich door de schreeuw van de bevolking verplicht zou zien om de eigen lasten te verlichten.

## Verloop
De Fransen lijken in januari 1675 het initiatief te hebben genomen tot het samenroepen van de conferenties, waarop de standenvergaderingen van de Spaanse Nederlanden en Frankrijk al sterk hadden aangedrongen. Het was een eis van de Staten van Vlaanderen in hun antwoord op het verzoekschrift van de landvoogd in 1674 en ook de Staten van Artesië uitten zich in die zin. De conferenties vonden plaats in drie keer van september 1676 tot februari 1678. De Franse delegatie stond onder leiding van een commissaris, baron van Woerden en de Spanjaarden hadden raadsheer Vaes afgevaardigd. De besprekingen gingen erover om de heffingen te beperken in functie van wat het bezette gebied aan de eigen vorst afdroeg en om de executies met vuur te vervangen door een systeem van gijzelaars. Vaes wees het Franse voorstel af en verliet de onderhandelingen, waarna koning Lodewijk XIV eenzijdig een ontwerpreglement op de oorlogscontributies uitvaardigde dat door de Fransen werd nageleefd tot de Vrede van Nijmegen. Daarna kwamen de onderhandelaars nog tweemaal bijeen.

## Uitkomst
De slotconferentie mislukte omdat de Fransen voorrang gaven aan een verrassingsaanval op Gent, waardoor de besprekingen in Deinze niet in een verdrag uitmondden. De conferentie leek niettemin een verstandhouding, die weliswaar werd opgelegd door Frankrijk aan Spanje, te hebben gecreëerd waarbij platbrandingen voortaan als onrechtmatig werden beschouwd. Andere historici betwijfelen dit. Ze wijzen op de excessen van 1683-84 en op het feit dat de reële verbetering tijdens de Spaanse Successieoorlog (1701-1713) zich meer dan twintig jaar ná de conferenties voordeed. Van Houtte ontkent niet dat er effectief na de Conferentie van Deinze een vermindering is van platbrandingen in de periode 1676-1695. Hij legt daar de oorzaak ervan dan ook bij het ontstaan van een regime van rupture de la contribution in die periode.

## Voetnoten
1. ↑  George Satterfield, Princes, posts and partisans, 2003, p. 262-268
2. ↑  Hubert van Houtte, 'Les conférences franco-espagnoles de Deynze. Un essai inconnu de règlement du droit de la guerre', in: Revue d'histoire moderne, deel 2, nr. 9, 1927, p. 191-215
3. ↑  John Lynn, Giant of the Grand Siècle, 1997, p. 301
4. ↑  Van Houtte, Hubert (1930). Les occupations étrangères en Belgique sous l'Ancien Régime. Van Rysselberghe et Rombaut, p. 203.